# Kris Bruton
Pour les articles homonymes, voir Bruton (homonymie).
Kris Bruton, né le 10 janvier 1971 à Greenville, en Caroline du Sud, est un ancien joueur américain de basket-ball. Il évolue au poste d'ailier.